# Cneoraceae
Famille
Classification APG II (2003)
Classification APG III (2009)
Les Cneoraceae sont une famille de plantes dicotylédones. Selon Watson & Dallwitz elle comprend trois espèces réparties en deux genres :
- Cneorum
- Neochamaelea

Ce sont des arbustes à huiles essentielles des régions tempérées chaudes à tropicales originaires de Cuba, des îles Canaries et du bassin méditerranéen.
La classification phylogénétique APG II (2003) et classification phylogénétique APG III (2009) incorporent ces genres aux Rutaceae. Selon Catalogue of Life (8 avril 2021), le nom Cneoraceae est synonyme du nom Cneoroideae, une sous-famille des Rutaceae.